# Huevos a la porreta
Los huevos a la porreta (también conocidos como sesos a la porreta, o simplemente "porreta") son un plato tradicional de la gastronomía de Castilla-La Mancha. Es especialmente típico en la comarca de Campo de Montiel. El plato consiste en unos huevos revueltos con cebolleta tierna y sesos (generalmente de cordero o de cerdo).